# Stadtweiher (Kempten)
Der Stadtweiher ist ein Teich in Kempten (Allgäu) an der Bundesstraße 12 nach Buchenberg am Rande des Stadtteiles Stiftallmey. Es gab früher in Kempten einen zweiten Weiher dieses Namens, der auch Sommerweiher genannt wurde, beim Weiler Sommers im Nordosten der Gemarkung Sankt Mang, eine Aufstauung des Sommerweiherbachs.
Der Stadtweiher hat eine Fläche von rund fünf Hektar. Gut 700 Meter nordöstlich liegt der deutlich kleinere Steufzger Weiher.
Der Teich war früher Bestandteil der Wasserversorgung in Kempten. Er gehört zu dem im Volksmund Schlangenbach genannten System aus Kanälen, Stauweihern und Bachläufen, die zur Wasserversorgung der Stiftssiedlung und der Reichsstadt dienten. Der Stadtweiher wurde auf Flächen des Klosters Kempten bereits 1494 angelegt und hat sein Wasser durch die Aufstauung mehrerer kleiner Quellen und des Wildmoosbachs im Allmey (früher Allmei) westlich von Kempten erhalten. Diese Aufstauung ist der Reichsstadt 1484 von Kaiser Friedrich III. genehmigt worden. Das Gelände dafür hatte die Stadt dem früheren Stadtherrn, dem Fürstabt, abgekauft.
Durch die Aufstauung war es der Reichsstadt möglich, bei Trockenzeiten ihre Wasserzufuhr regulieren zu können.

## Aktuelle Nutzung
Der Teich wurde seit jeher auch zur Fischzucht genutzt. Der aktuelle Pächter des Stadtweihers ist der Fischereiverein Niedersonthofener See. 
Südwestlich des Weihers sind heute Streuobstwiesen und die 1978 angelegte Kleingartenanlage „Westlicher Stadtweiher“. Rund herum führt ein beliebter Spazierweg, der nur abschnittsweise rollstuhltauglich ist. Auch am Stadtweiher, wie an den anderen Gewässern in Kempten, lassen sich Biberspuren beobachten.
2013 entstand eine Diskussion um das Pappelholzkunstwerk „Zwei große Hände“ des Künstlers Robert Liebenstein, das vor gut acht Jahren am Stadtweiher aufgestellt wurde, nachdem es zuvor einige Monate vor der Residenz stand. Das Kunstwerk ist zwischenzeitlich so stark verwittert, dass seine Standsicherheit gefährdet war. Der Vorschlag des Künstlers, die "Hände" im Stadtweiher zu versenken, wurde nicht realisiert. Dafür wurden die "Hände" nun flach gelegt und dem weiteren Zerfall als Teil des Kunstprojekts überlassen.

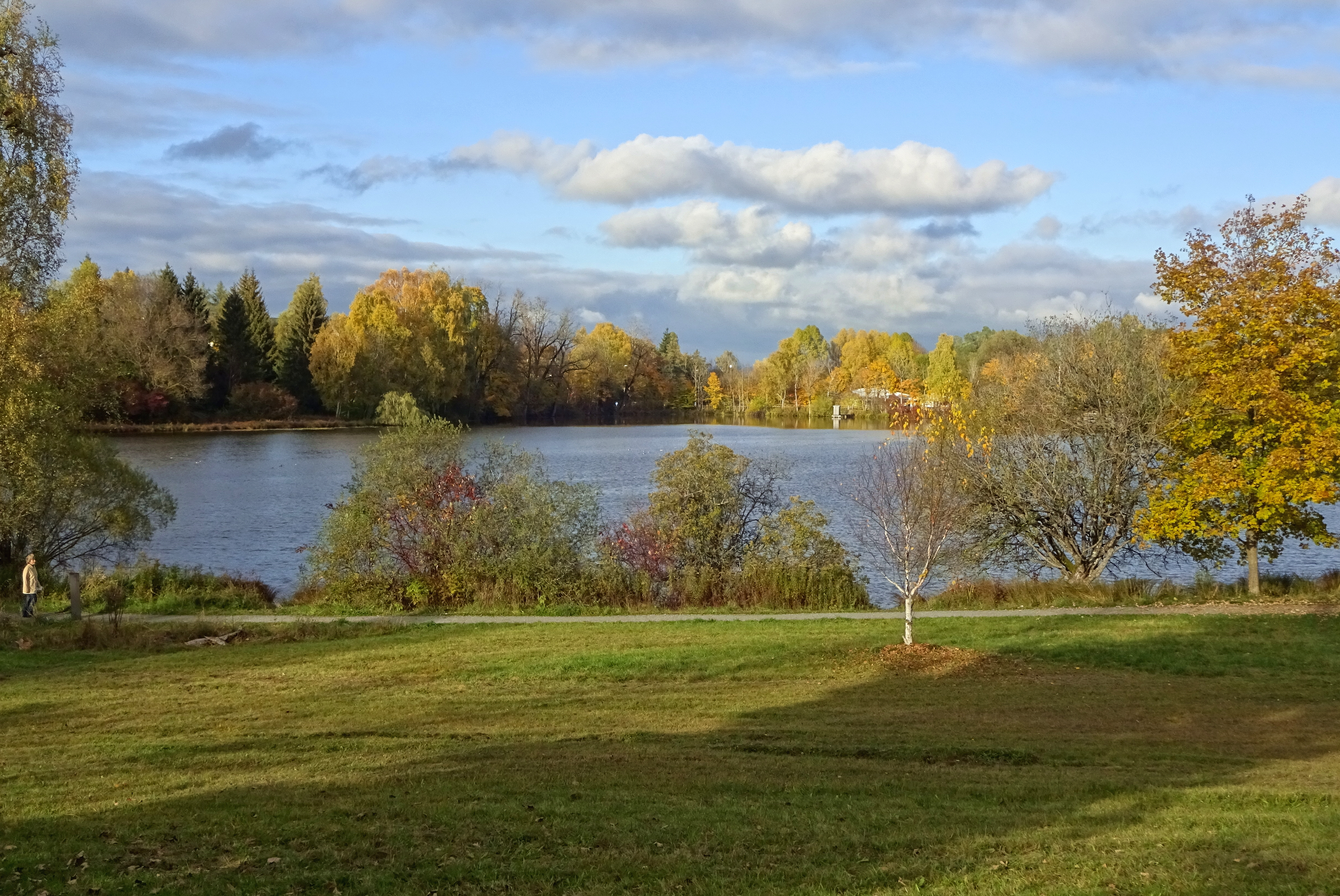
Blick auf den Stadtweiher
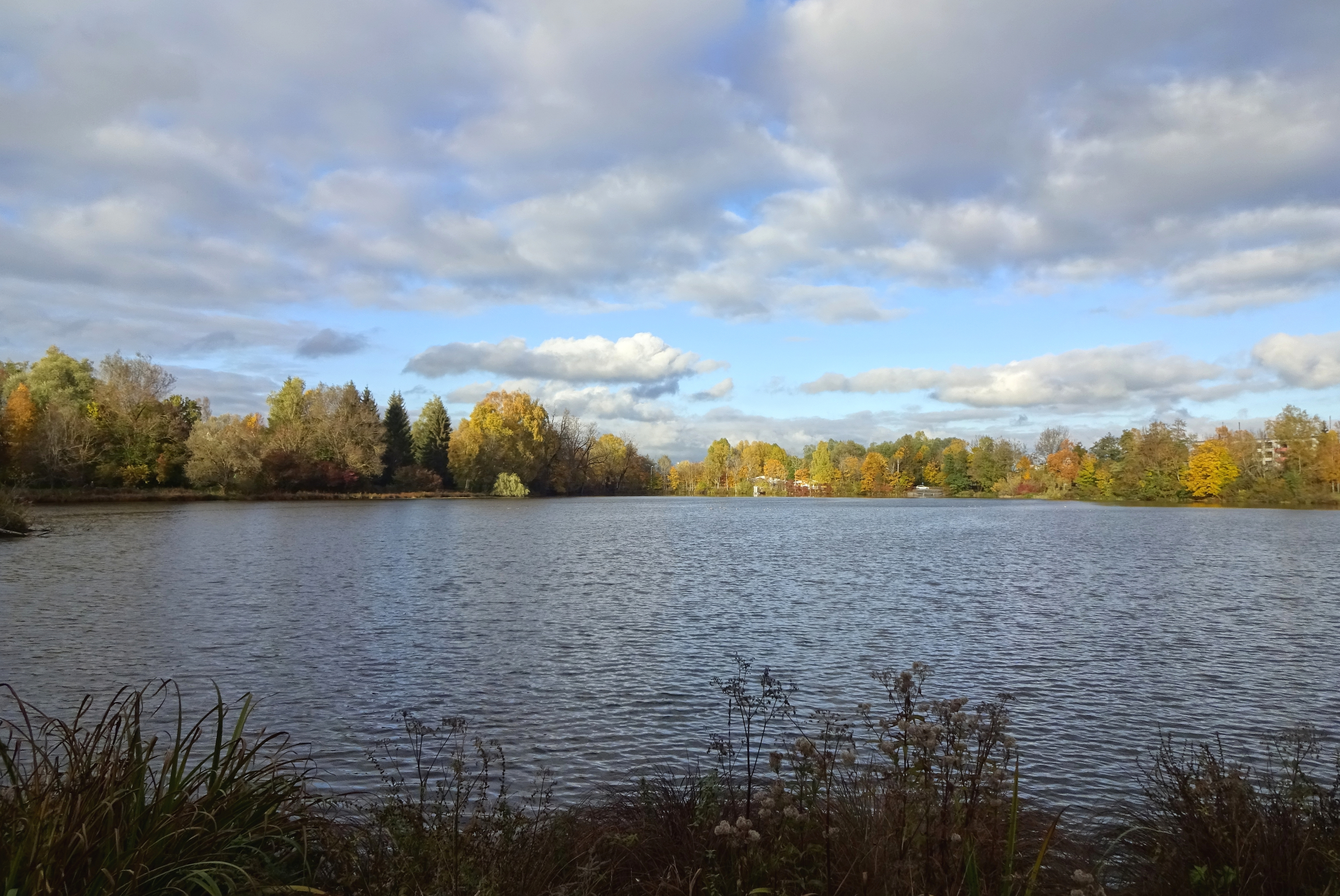
Blick über den Weiher
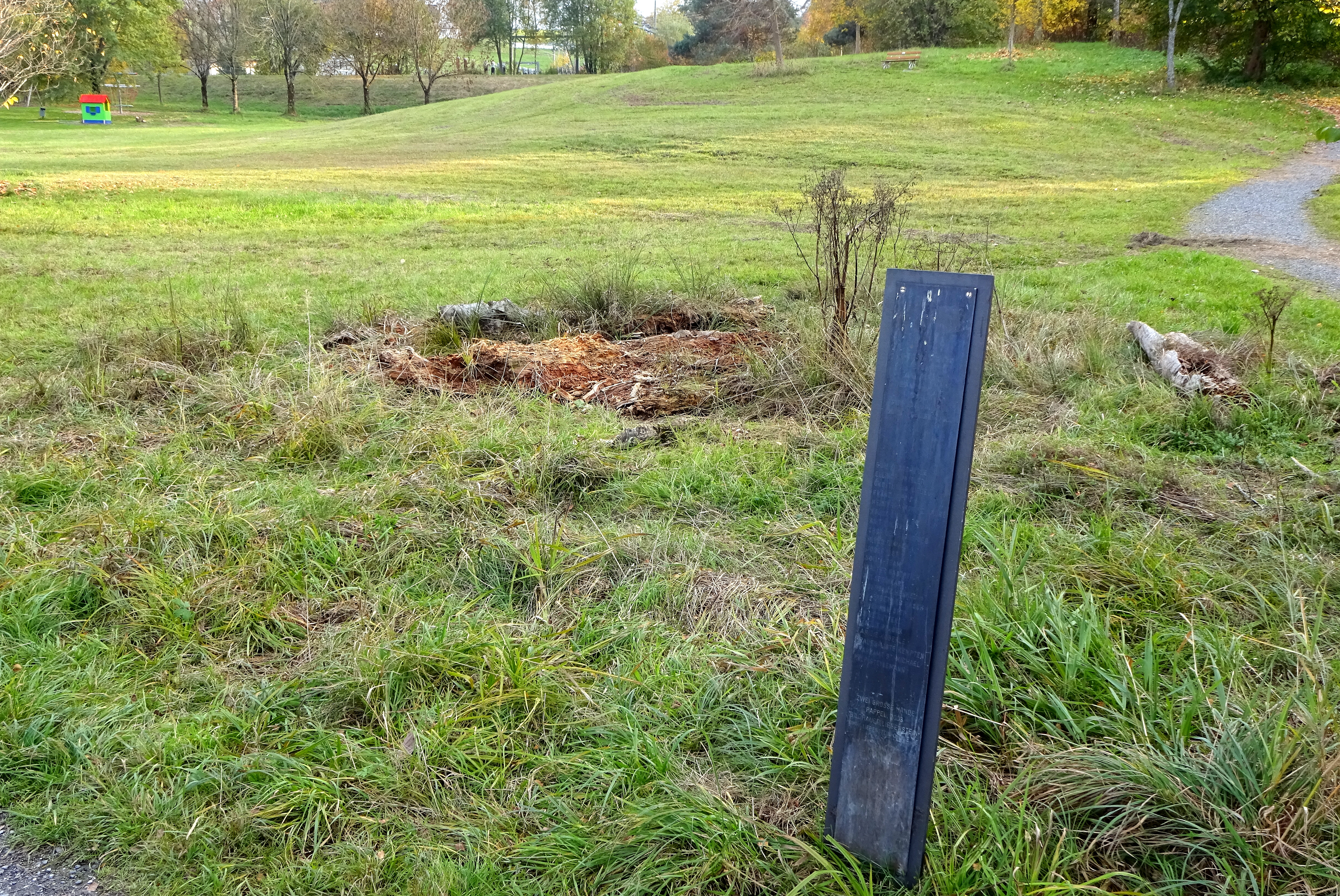
Ehemaliges Holzkunstwerk
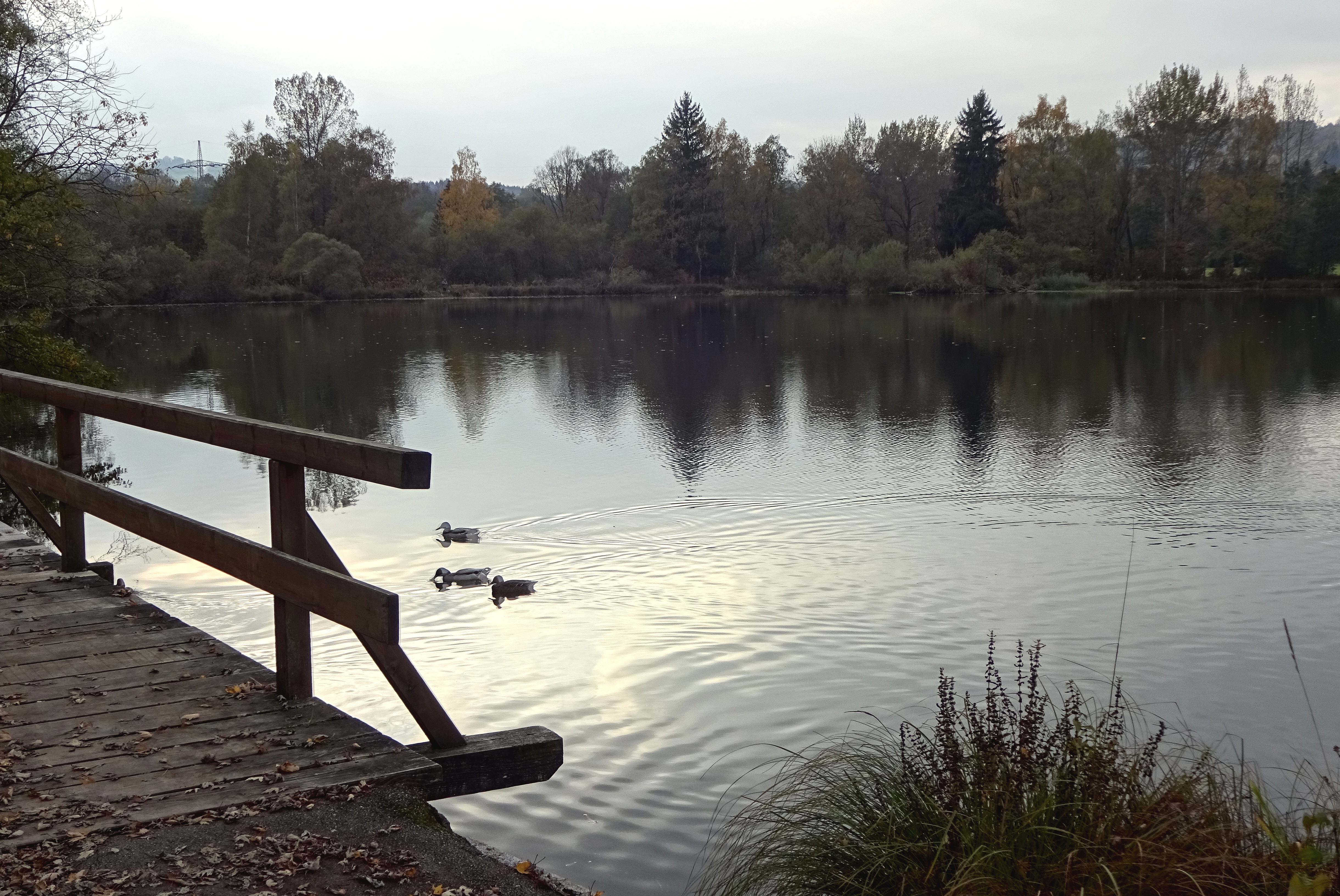
Blick auf Westufer/Zulauf
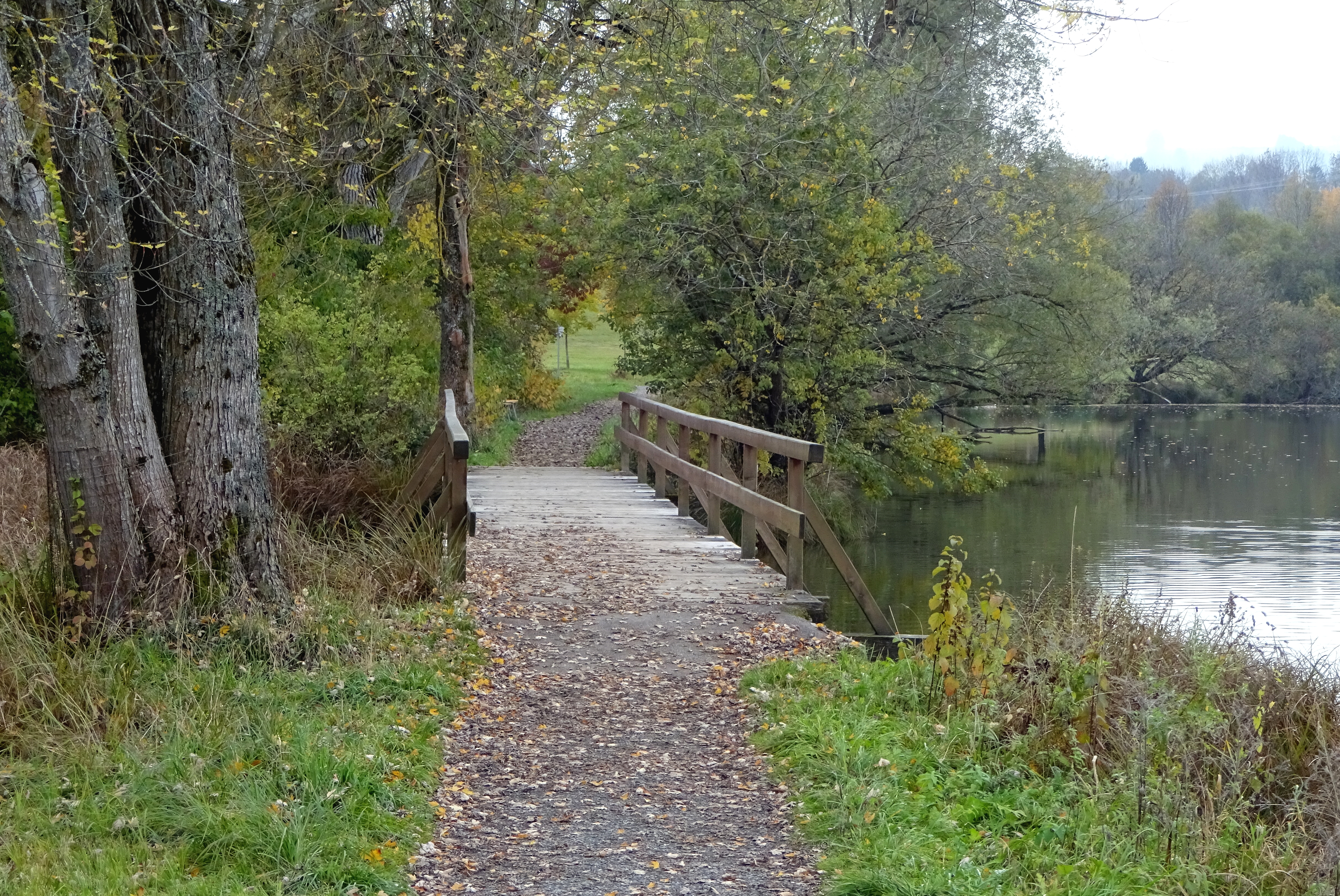
Holzbrücke
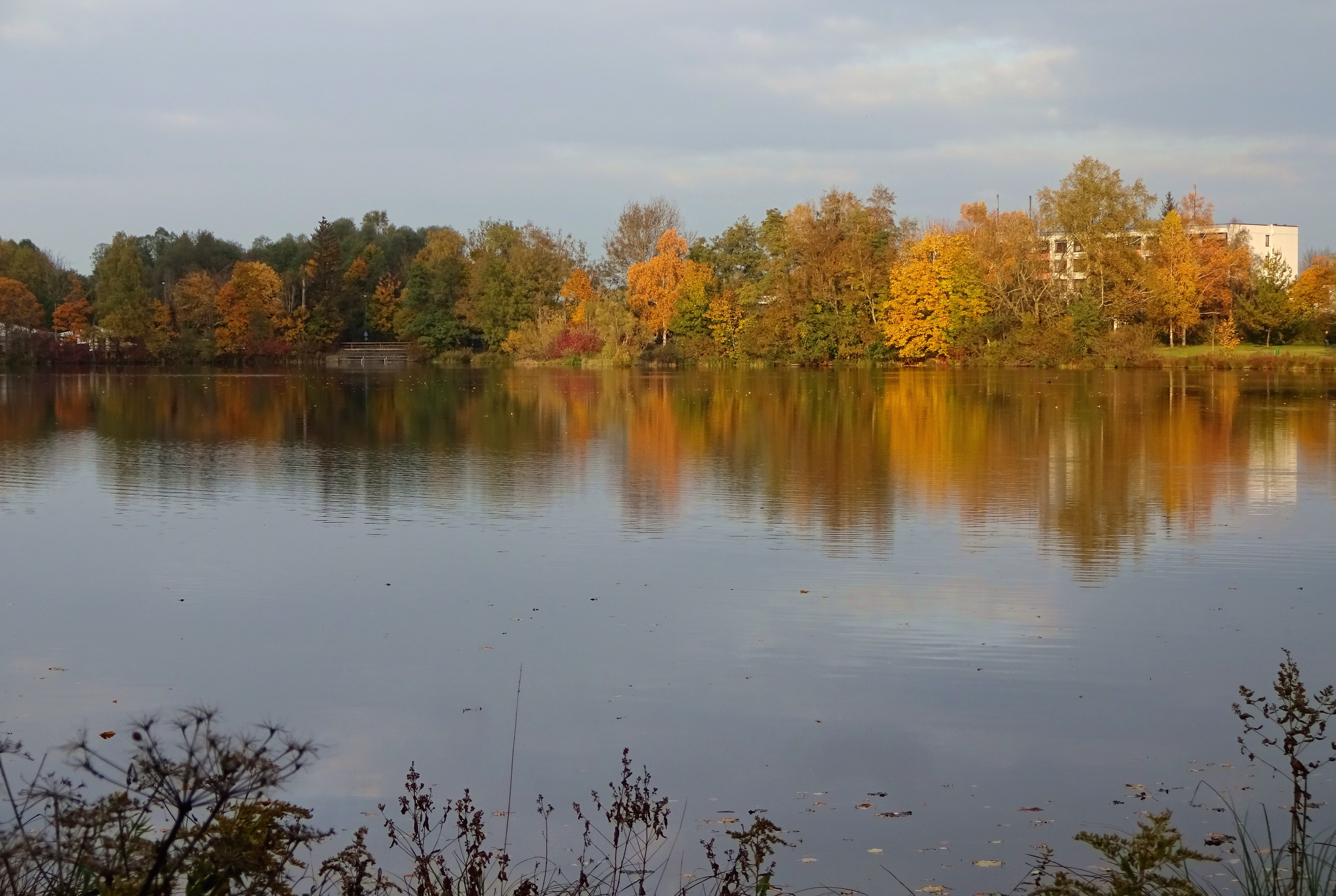
Blick auf Ostufer/Ablauf
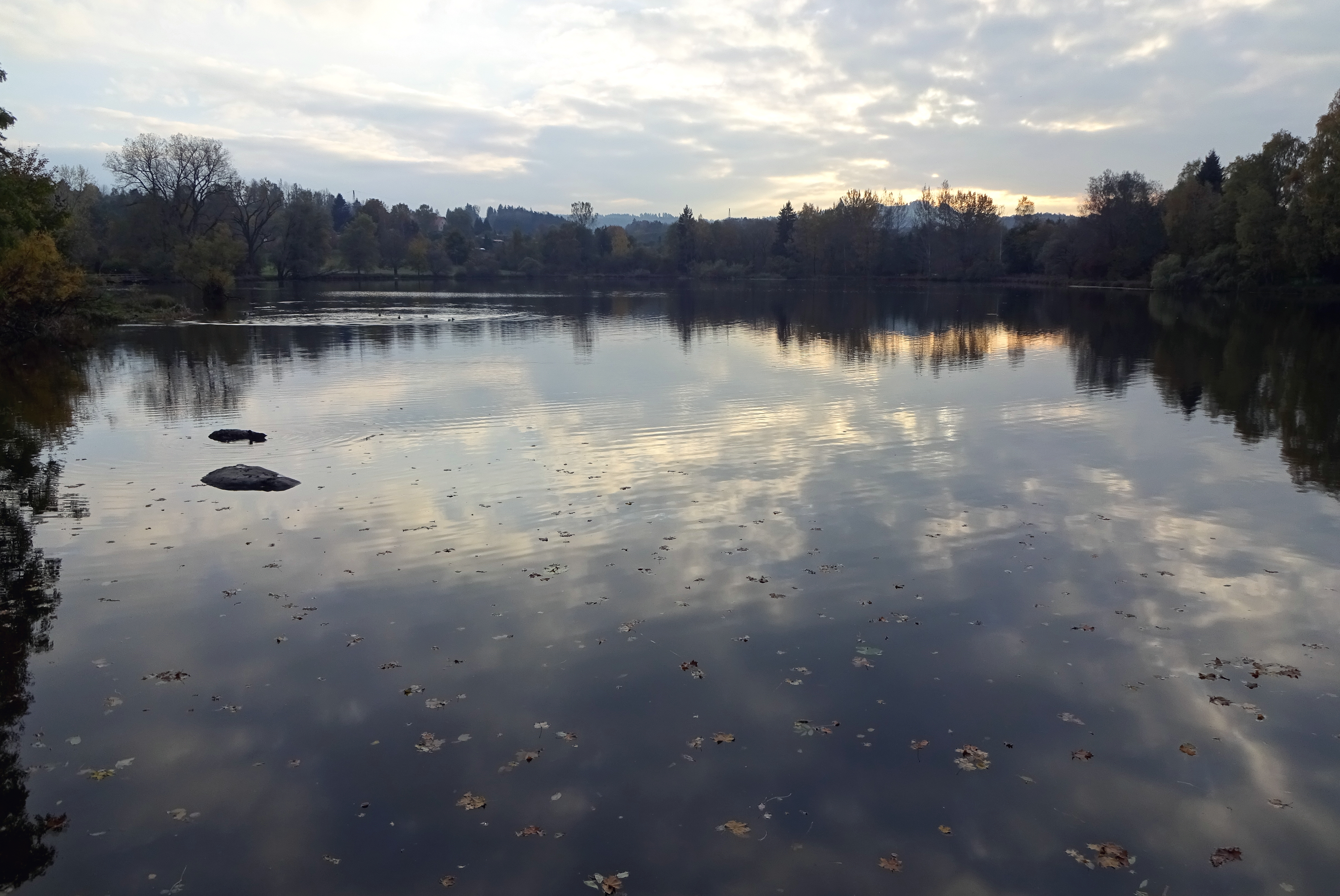
Ausblick vom Ablaufsteg